# Cichla monoculus
Cichla monoculus és una espècie de peix de la família dels cíclids i de l'ordre dels perciformes.

## Morfologia
Els mascles poden assolir els 70 cm de longitud total i els 9 kg de pes.

## Distribució geogràfica
Es troba a Sud-amèrica: conca del riu Amazones (Perú, Colòmbia i Brasil).